# Querela
La querela è un istituto del diritto processuale penale, a volte necessario per l'esercizio dell'azione penale.

## Caratteristiche
Nella maggior parte degli ordinamenti si tratta di un atto declaratorio mediante il quale un soggetto, che si ritenga soggetto passivo di alcuni particolari reati (persona offesa), richiede all'autorità giudiziaria di procedere nei confronti dell'autore del reato per la sua punizione. 
La querela è lo strumento talvolta richiesto dall'ordinamento giuridico per l'avvio di un'azione legale e dell'azione penale per alcuni reati non perseguibili d'ufficio e rappresenta una condizione di procedibilità dell'azione penale.

## Le ragioni dell'istituto
La scelta di stabilire la procedibilità d'ufficio o la necessità di una querela o altre condizioni relativamente alla persecuzione di un certo tipo reato dipende di fatto dalla decisione del legislatore, il quale per la procedibilità d'ufficio vàluta la gravità del nocumento arrecato all'ordinamento giuridico con la commissione dell'illecito e la riscontra tale da richiedere comunque l'intervento della magistratura.  
Tale valutazione viene a volte criticata, ad es. per quanto riguarda le scelte in tal senso della Repubblica Italiana è stata più volte criticata la procedibilità d'ufficio nei confronti di chi copia o condivide illegalmente software, musica o film, quando reati ben più pericolosi e ben più d'allarme sociale sono perseguibili solo a querela di parte, come la truffa.

## Nel mondo

### Italia
L'istituto è regolato dal codice di procedura penale italiano (art. 336 e seguenti), e dal codice penale italiano (art. 120 e seguenti). Il diritto è soggetto a decadenza se non è presentata entro tre mesi dall'evento o dalla conoscenza del fatto illecito.

#### Modalità di presentazione
La querela va presentata all'autorità giudiziaria italiana, alla polizia giudiziaria o a un agente consolare all'estero), in forma scritta o orale. Nel primo caso deve contenere l'esplicitazione del fatto che si sottopone a querela e deve essere sottoscritta da chi la sporge. Nel caso essa sia sporta oralmente, sarà il soggetto legittimato a riceverla a redigere un verbale indicante gli elementi della querela. 
La querela va sporta entro il termine perentorio di 3 mesi dal momento della venuta a conoscenza del reato. Tale termine è aumentato a 12 mesi per i reati di violenza sessuale, di atti sessuali con minorenne (reati che, in determinate condizioni, sono procedibili d'ufficio), mentre nel caso di atti persecutori (ad esempio, in caso di stalking, art. 612-bis c.p.) il termine per procedere a querela è di 6 mesi..
Fra i soggetti legittimati ad agire per querela vi sono anche soggetti diversi dalla vittima (o almeno sedicente tale) di alcuni reati ricompresi fra quelli contro l'onore: gli eredi della vittima, nonché i tutori nell'interesse delle persone sotto la loro tutela (figli, interdetti). I soggetti che abbiano superato gli anni quattordici e gli inabilitati possono proporre querela anche in prima persona, ma se i loro tutori o genitori agiscono per loro conto l'azione autonoma non è ammessa, nemmeno in caso di contestazione da parte del tutelato.

#### Rinuncia
Il diritto di querela può decadere anche per rinuncia, che può essere effettuata prima di aver presentato la querela. 
La rinuncia può essere espressa, se fatta nelle forme dell'art. 339 c.p.p. (personalmente o a mezzo di procuratore speciale, con dichiarazione sottoscritta, rilasciata all'interessato o a un suo rappresentante; la dichiarazione può anche essere fatta oralmente a un ufficiale di polizia giudiziaria o a un notaio, i quali accertata l'identità del rinunciante, redigono verbale), o tacita quando il soggetto querelante tenga un atteggiamento incompatibile con la propria volontà di querelare. È considerata rinuncia anche quando per i reati di ingiuria e diffamazione il soggetto offeso si sia rivolto a un giurì d'onore.

#### Remissione
La querela già presentata può essere ritirata con la remissione, tranne quando la querela si riferisca a talune fattispecie riguardanti violenza sessuale o reati di natura sessuale in danno di minori, poiché la querela è in tali casi irrevocabile. Anche la remissione può essere espressa e tacita, oltre che processuale ed extraprocessuale. Può essere respinta dal querelato, ad esempio nel caso che questi abbia interesse all'accertamento della verità giudiziale in merito all'imputazione. La remissione è inoltre causa estintiva del reato.